# Tragedia de Alpatacal
La tragedia de Alpatacal fue un accidente ferroviario ocurrido el 7 de julio de 1927 en la provincia de Mendoza (Argentina), donde murieron 30 personas: 16 empleados ferroviarios argentinos y 12 militares chilenos (1 oficial, 4 cadetes, 4 sargentos primeros, 1 cabo primero, 1 dragoneante y 3 soldados).
Es una de las catástrofes militares chilenas ocurridas en tiempos de paz junto con el naufragio del vapor Cazador (1856), la tragedia de la Janequeo (1965), y las tragedias de Antuco (2005) y de Cañete (2006).

## Origen
El gobierno chileno del presidente Emiliano Figueroa Larraín había recibido la invitación de su par argentino Marcelo T. de Alvear para que la Escuela Militar del Libertador Bernardo O'Higgins desfilara el 9 de julio de 1927 junto con las Escuelas de Oficiales de Brasil, Paraguay y Uruguay, que también habían sido invitadas con ocasión de las solemnes celebraciones de la independencia nacional de Argentina y del centenario del prócer argentino Bartolomé Mitre.
Cuando el presidente de la República le manifestó al ministro del Interior, coronel Carlos Ibáñez del Campo, sus aprensiones para aceptar la invitación porque las grandes nevadas de la cordillera podrían entorpecer el viaje de los muchachos, este le contestó: «Si fuera necesario, que atraviesen la cordillera a pie; para eso son soldados».
Los viajeros no tuvieron ningún problema en la travesía a bordo del Ferrocarril Trasandino. Viajaron dos compañías de cadetes comandadas por el director de la Escuela, coronel José María Barceló Lira, la primera de ellas a cargo del capitán Guillermo Aldana y los tenientes Stringe, Garrido, y Sagüés. La segunda iba al mando del capitán Guillermo Rosa y los tenientes Andrade, Miranda, y Gundelach.

## La tragedia

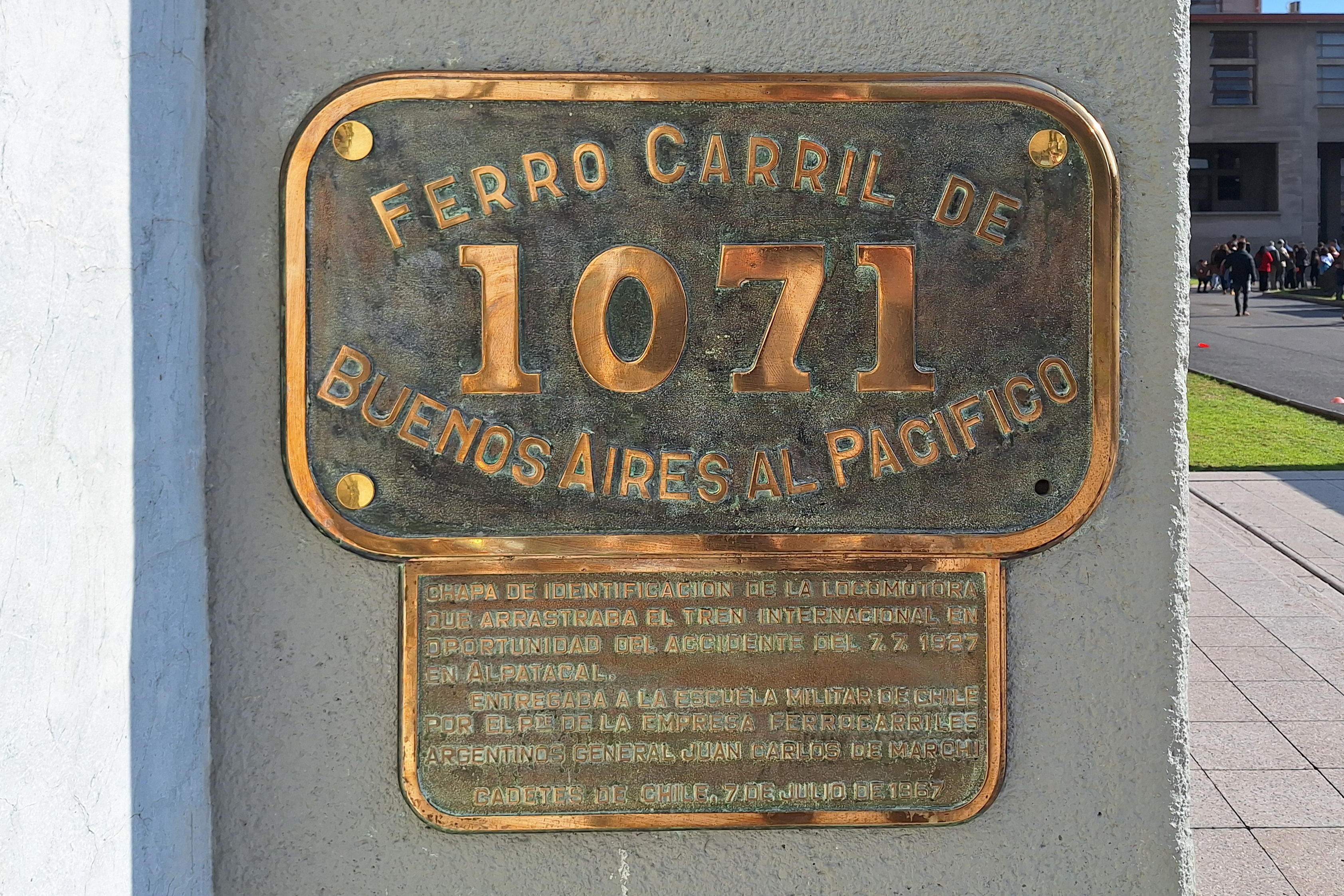
Chapa de identificación de la locomotora que llevaba la delegación chilena.

Después de un cálido recibimiento en el Regimiento de Infantería N.º 16 en Mendoza, la delegación chilena prosiguió su viaje a Buenos Aires.
En la pequeña estación Alpatacal a 463 m s. n. m., por la que pasaba a gran velocidad arrastrado por dos locomotoras, en la madrugada del 7 de julio, el convoy que transportaba a los cadetes chocó de frente con otro que esperaba para partir, descarrilando ambos. Los vagones se tumbaron y se aplastaron, y luego se desató un incendio en el momento en que los cadetes viajaban durmiendo. Fallecieron 12 y quedaron heridos 31, de los cuales 10 eran graves y 21 leves. Cuando fueron a sacarlo de los fierros retorcidos y maderas astilladas, el coronel Barceló dijo: «Salven primero a mis cadetes». Los demás trataron de sacar a sus compañeros de las llamas, oyéndose los gritos de algunos al morir sin poder hacer nada para librarlos de los fierros retorcidos. Los caballos de los oficiales lanzaban estrepitosos chirridos antes de morir quemados. Los sargentos a cargo del ganado perdieron algunos soldados que viajaban cuidando el ganado y no pudieron tampoco ser rescatados.

### Lista de los fallecidos
- Ferroviarios argentinos:
  - Inspector Domingo Doda, camarero Manuel Estévez, Pío Ferrari, Sabino Ferro, Miguel Ferra, Manuel Reys, Camilo Bondin, maquinista José Guzzo, Arturo Levet, Avelino Bavio, Víctor Lorocotondo, Saturnino Velasco, Damián Alustizo, José Álvarez, foguista Luis Bordin, inspector de máquinas Tomás Bunting.

- Militares chilenos:
  - Brigadier Osvaldo Medina Moena, cadetes Guillermo Perry Fonseca y Óscar Martini Pérez, sargentos primeros Eudoro Garín Pino, Luis Navarrete Larenas, Cipriano Collao Collao y Nicolás Montes, el cabo primero Manuel Zamora Riveros, el dragoneante José Quintana Novoa, y los soldados Juan González González, Juan Pérez Seguel y Luis Guajardo Rosas.

Entre los últimos sobrevivientes de Alpatacal se encuentran Renato Montalba Vega —recientemente fallecido, padre de Ernesto Montalba Rencoret, director del Diario El Sur— y Sebastián Carbonell Santander (8 de junio de 1910-10 de agosto de 2010).

## Igual desfilaron

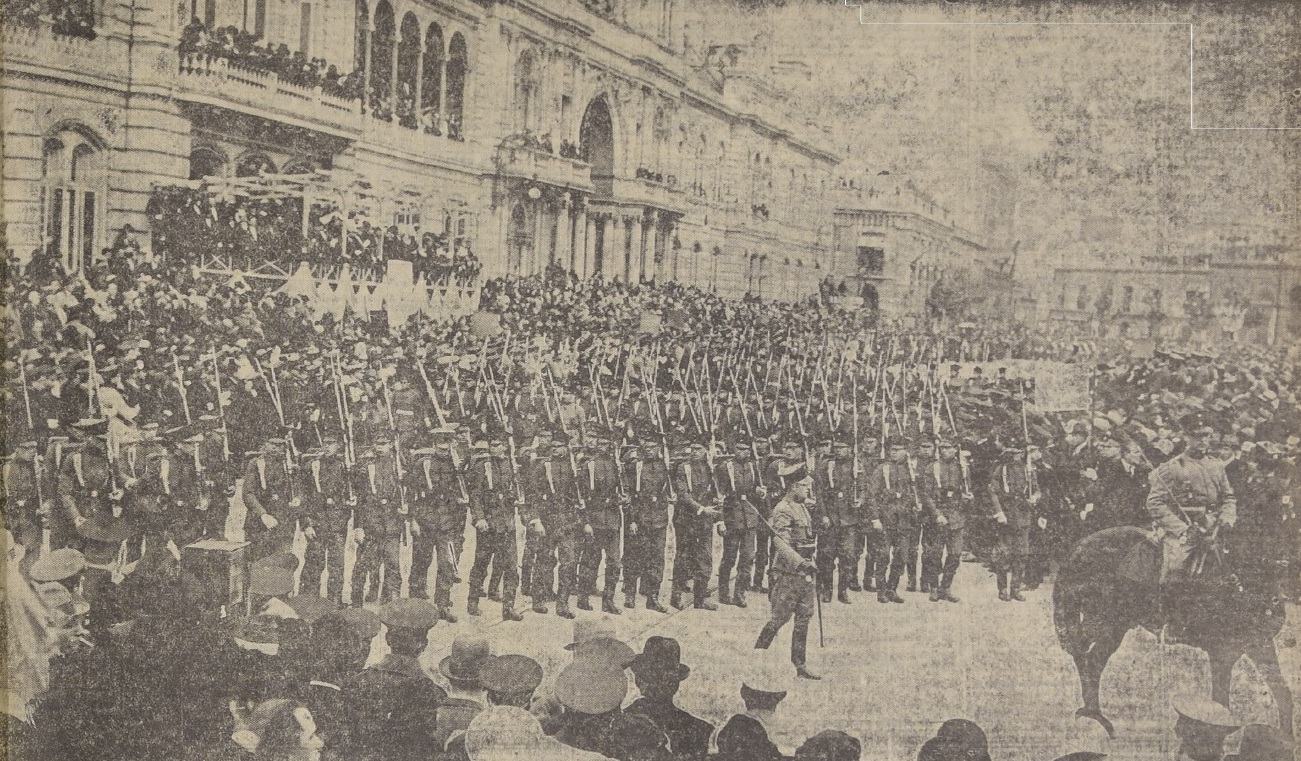
Los cadetes de la Escuela Militar durante su desfile en Buenos Aires (1927).

Respecto de los que resultaron sanos y salvos, honroso resulta recordar que el ministro de Guerra, general Bartolomé Blanche, el mismo día 8 aclaró que por decisión del general Ibáñez —que entretanto había resultado elegido presidente de la República en las elecciones del 22 de mayo— el viaje proseguiría, porque «la continuación del viaje de una compañía a Buenos Aires obedece al cumplimiento del deber que la Escuela contrajo al aceptar el gobierno la invitación del gobierno de Argentina; y este deber, grato en toda circunstancia, no puede dejar de cumplirse, cualesquiera que sean los obstáculos que la delegación encuentre, por obra de la dolorosa casualidad». Agregando a lo anterior mediante telégrafo: «Los ilesos a Buenos Aires, los graves a Mendoza y el resto a Los Andes».
Y así fue como una pequeña compañía formada por 120 cadetes con 5 oficiales prosiguió a Buenos Aires, llevando consigo estandarte y banda de pitos y tambores solamente, porque la banda instrumental había resultado destruida. Esa ha sido la única vez que la Escuela Militar ha desfilado sin casco prusiano y sin la guerrera azul. El diario bonaerense Crítica informó como sigue:

Bajo una lluvia de flores, el heroico resto de la brillante falange de soldados enviada por Chile, desfiló esta tarde por nuestras calles. El pueblo los hizo objeto de una manifestación jamás vista en Buenos Aires. Se les aplaudía y vitoreaba sin cesar.

Fragmento del Episodios Nacionales sobre la tragedia:
Trenes sanitarios despachados en auxilio, hacia Alpatacal, recogieron los muertos y heridos, llevándolos a Mendoza. Desde allí el mayor García pidió órdenes al gobierno chileno, entablando una conversación telegráfica con el subsecretario de la Guerra, quien, una vez impuesto del número de heridos, y de otros detalles, le ordenó:

-Debe Ud. seguir con 5 oficiales y una compañía, lleve estandarte, pitos, cajas. Permanecerá B. Aires tiempo indispensable cumplir misión. Treinta heridos de Mendoza que regresen Santiago. Resto cumpla orden. Feliz viaje y éxito misión.

-¡Cumpliremos como soldados chilenos!, contestó el mayor García.

Aquel día se realizó una cena en honor a las delegaciones visitantes en la Colegio Militar de la Nación, donde la compañía chilena fue recibida por grandes aplausos en medio de sus camaradas sudamericanos, algunas jóvenes trasandinas al verlos en la calle les pedían de recuerdo sus pañuelos y sus botones como forma de demostrarles el aprecio que sentían por estos jóvenes soldados, cuyas edades eran de entre 12 y 15 años.
En la ciudad fronteriza de Los Andes, el pueblo también recibió a los heridos que viajaron desde Mendoza en la Estación del Ferrocarril Trasandino de aquella ciudad, y las más distinguidas familias dieron cobijo a los jóvenes cadetes heridos.

## Homenajes

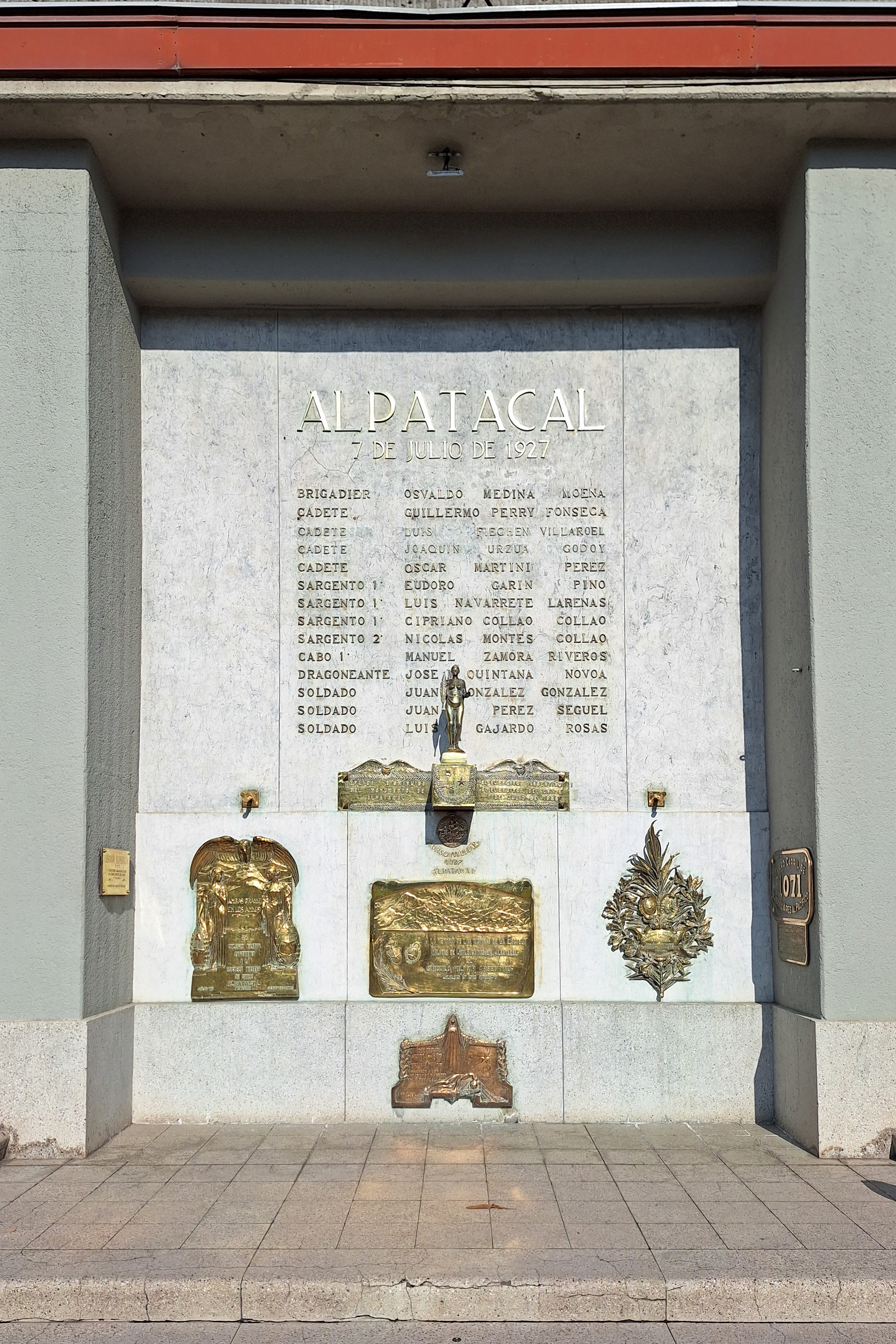
Placa en el patio Alpatacal de la Escuela Militar del Libertador Bernardo O'Higgins con los nombres de los militares chilenos fallecidos en la tragedia.

Tanto en el lugar mismo de la tragedia como en la Escuela Militar de Chile se levantaron recordatorios a los caídos en el accidente ferroviario.
En la estación de tren donde ocurrió el accidente, se colocó una estatua de bronce de más de 4 metros de altura denominada «El dolor ante la fatalidad» del escultor argentino Alberto Lagos, quien por entonces vivía en Francia. Esta estatua, que los lugareños llaman «La Chilena», representa a una mujer con una palma en la mano derecha y que es un homenaje de la madre que pierde a su hijo.
La figura de una mujer con los brazos abiertos se ubicó en el patio principal de la nueva Escuela Militar, construida en 1948 en Avenida Américo Vespucio, que fue bautizado como patio Alpatacal. Allí se invita a los sobrevivientes del accidente y a representantes argentinos a una ceremonia de conmemoración el día 7 de julio de cada año y se entrega a los cadetes destacados el premio Alpatacal.
En Argentina, en la provincia de Mendoza, más precisamente en el cementerio de la capital, hay un mausoleo con las víctimas ferroviarias que allí perecieron. En homenaje a los caídos, la estación Alpatacal cambió su nombre por el de «estación Cadetes de Chile». Además una importante calle de dicha provincia, lleva el nombre de "Cadetes Chilenos" en honor a los fallecidos en la tragedia.
Esta tragedia ha calado hondo tanto en Argentina como en Chile. Por ejemplo en Argentina hasta hay un club de fútbol denominado Cadetes de Chile. También se ha hecho un documental llamado Caballos en llamas del director argentino Daniel Pacheco.
La calle "Alpatacal", en el barrio de Liniers, Buenos Aires, recuerda el lugar de la tragedia.